# Oliver Palotai
Oliver Palotai (Sindelfingen, Alemania, 17 de marzo de 1974) es un músico alemán, conocido por ser el tecladista de la banda de power metal Kamelot y anteriormente de la banda de heavy metal Doro Pesch.

## Carrera musical
Se hizo conocido en el ambiente musical siendo tecladista y guitarrista para Doro Pesch previo a unirse a la banda Blaze el año 2004 para reemplazar al antiguo guitarrista John Slater. El 2005 ingresa a Kamelot como tecladista de giras, pero fue nombrado miembro oficial al poco tiempo. Oliver abandona la banda Blaze el 2007 para formar su propia banda llamada Sons of Seasons, con la cual lanzaron álbumes de estudio el año 2009 y 2011. Además tocó teclados para Epica durante su gira por Norte América el año 2010.

## Vida personal
Oliver realizó estudios en música, siendo diplomado en educación musical y como músico profesional otorgado por Hochschule für Musik Nürnberg-Augsburg.
A mediados del año 2013, junto a la cantante Simone Simons, confirman que esperan su primer bebé tras años de relación, el cual nació el 2 de octubre del mismo año, bajo el nombre de Vincent G. Palotai y contrajeron matrimonio el mismo año.

## Bandas
- Doro - guitarrista y tecladista (2001–2009)
- Uli Jon Roth - tecladista (2004–presente)
- Circle II Circle - tecladista (2006–2007)
- Blaze Bayley - guitarrista (2004–2007)
- Epica - tecladista en vivo (2010)
- Kamelot (2005–presente)
- Sons of Seasons (2007–presente)